# CIRCUS (Stray Kidsのアルバム)
『CIRCUS』（サーカス）は、韓国のボーイズグループ・Stray Kidsの日本での2作目のミニアルバム。2022年6月22日にエピックレコードジャパンより発売された。

## 背景・リリース
2022年4月4日、日本2ndミニアルバムを6月22日にリリースすることを発表。6月11日・12日に神戸、18日・19日・7月26日・27日に東京にて、ワールドツアー「Stray Kids 2nd World Tour "MANIAC" in JAPAN」を開催し、本アルバムは、来日中でのリリースとなった。
本アルバムについて、バンチャンは「タイトル曲『CIRCUS』を通じて、僕たちの新しい姿をSTAYの皆さんにお見せしたい」と語っており、ハンは「CIRCUS」を「自分たちらしさを明確に打ち出すことに力を入れて作った曲」とし「他のオリジナル曲は、リラックスして聴けるようにストーリーを決めて作った」と説明している。
5月16日、アルバムタイトルが『CIRCUS』に決定したことが発表され、サーカスをモチーフとしたメインビジュアルとジャケット写真、収録曲が公開されたほか、特設サイトが開設された。
全形態共通となるCDには、リード曲「CIRCUS」を含む日本語オリジナル楽曲3曲と、韓国でリリースされた「MANIAC」「蜘蛛の糸 (VENOM)」「Silent Cry」の日本語バージョン3曲の全6曲を収録。
初回限定盤Aに付属するDVDには、ジャケット撮影時のメイキング映像とその「Reley Cam ver.」、「Scars」ミュージックビデオとそのメイキング映像の4つの映像を収録。アルバムのリリースに先駆け、5月18日に「MANIAC -Japanese ver.-」、6月1日に「Your Eyes」、6月10日に「CIRCUS」の先行配信が開始された。

## ミュージックビデオ
6月1日に公開された「Your Eyes」ミュージックビデオは、恋人目線で描かれたバーチャルデート仕立ての作品になっている。ミュージックビデオは、公開から9時間で100万回再生を突破し、Yahoo!リアルタイム検索トレンドランキングにて、第1位を獲得した。
6月10日に公開された「CIRCUS」ミュージックビデオは、実際にサーカス小屋を制作して撮影が行われ、実際のサーカス団も参加している。映像内でメンバーは1人2役を演じ、合成技術を駆使して16人に分身してシンクロダンスを披露している。ミュージックビデオに先駆けて公開されたティザー映像は、公開から1日足らずで100万回再生を記録。

## 演奏披露
2022年6月11日、ワールドツアーの日本公演「Stray Kids 2nd World Tour "MANIAC" in JAPAN」初日公演が、兵庫・神戸ワールド記念ホールにて開催され「CIRCUS」を世界初披露。また同日、NHK総合『Venue101』にライブ会場から生出演し「MANIAC -Japanese ver.-」を披露。
その後「CIRCUS」は、6月14日に放送された日本テレビ系『スッキリ』、7月8日に放送された日本テレビ系『バズリズム02』で披露されたほか、8月5日に放送されたテレビ朝日系『ミュージックステーション 2時間スペシャル』では、フルサイズで披露された。

## 収録曲
| #         | タイトル                             | 作詞                                                        | 作曲                                                               | 編曲                                     | 時間  |
| --------- | ------------------------------------ | ----------------------------------------------------------- | ------------------------------------------------------------------ | ---------------------------------------- | ----- |
| 1.        | 「CIRCUS」                           | Bang Chan (3RACHA) CHANGBIN (3RACHA) HAN (3RACHA) KM-MARKIT | Bang Chan (3RACHA) CHANGBIN (3RACHA) HAN (3RACHA) earattack chAN's | Bang Chan (3RACHA) earattack chAN's DARM | 3:14  |
| 2.        | 「Fairytale」                        | HAN (3RACHA) KM-MARKIT                                      | HAN (3RACHA) Millionboy                                            | Millionboy Bang Chan (3RACHA)            | 2:52  |
| 3.        | 「蜘蛛の糸 (VENOM) -Japanese ver.-」 | Bang Chan (3RACHA) CHANGBIN (3RACHA) HAN (3RACHA) Yohei     | Bang Chan (3RACHA) CHANGBIN (3RACHA) HAN (3RACHA) DallasK          | DallasK Bang Chan (3RACHA)               | 3:15  |
| 4.        | 「MANIAC -Japanese ver.-」           | Bang Chan (3RACHA) CHANGBIN (3RACHA) HAN (3RACHA) KM-MARKIT | Bang Chan (3RACHA) CHANGBIN (3RACHA) HAN (3RACHA) Versachoi        | Versachoi Bang Chan (3RACHA)             | 3:04  |
| 5.        | 「Silent Cry -Japanese ver.-」       | Bang Chan (3RACHA) CHANGBIN (3RACHA) HAN (3RACHA) KM-MARKIT | Bang Chan (3RACHA) CHANGBIN (3RACHA) HAN (3RACHA) Hong Ji-sang     | Hong Ji-sang                             | 3:31  |
| 6.        | 「Your Eyes」                        | Bang Chan (3RACHA) CHANGBIN (3RACHA) HAN (3RACHA) KM-MARKIT | Bang Chan (3RACHA) CHANGBIN (3RACHA) Jun2                          | Jun2                                     | 3:16  |
| 合計時間: | 合計時間:                            | 合計時間:                                                   | 合計時間:                                                          | 合計時間:                                | 19:12 |

| #  | タイトル                                          | 作詞 | 作曲・編曲 |
| -- | ------------------------------------------------- | ---- | ---------- |
| 1. | 「Jacket Shooting Making Movie」                  |      |            |
| 2. | 「Jacket Shooting Making Movie (Relay Cam ver.)」 |      |            |
| 3. | 「「Scars」Music Video」                          |      |            |
| 4. | 「「Scars」Music Video Making Movie」             |      |            |

### 楽曲解説
リード曲「CIRCUS」は、サーカスをテーマに書き下ろされたヒップホップ・ダンスナンバーで、振り付けもサーカスに登場するメリーゴーランドや動物をイメージしたものになっている。日経クロストレンドのインタビューにて、バンチャンは「スキズならではのライブステージでの新しい魅力や、僕達のライブそのものの素晴らしさを示すための曲」だと思ってほしい、と語っている。
「Fairytale」は、ハンが童話のような愛を想像しながら書いた楽曲で、ハンは「ストーリーテリングが大事な曲」とし「壮大な歌詞に想像を膨らませながら聞いていただけると、感情が揺さぶられるはずです」と語っている。日本語詞を手がけたKM-MARKITは、最初にハンが書いた歌詞が「とてもピュアで繊細なもの」であったことを受けて、「ただただ綺麗なMoon」という歌詞を書いた。KM-MARKITによると、このフレーズは、当初「もう少し直接的な表現」であったが、ハンの書く「ピュアな世界観」を生かしたいということからこの表現を提案したという。
「Your Eyes」は、恋人の視線に焦点を当てて、時に不安を感じながらも幸せな時間が続くように願う気持ちを歌ったバラードとなっている。

## チャート成績

### ミニアルバム『CIRCUS』
| チャート (2022年)       | 最高位 |
| ----------------------- | ------ |
| オーストラリア (ARIA)   | 12     |
| クロアチア (HDU)        | 28     |
| 日本 (オリコン)         | 2      |
| 日本 (Download Albums)  | 8      |
| 日本 (Hot Albums)       | 1      |
| 日本 (Top Albums Sales) | 1      |

| チャート (2022年) | 最高位 |
| ----------------- | ------ |
| 日本 (オリコン)   | 5      |

| チャート (2022年)       | 順位 |
| ----------------------- | ---- |
| 日本 (オリコン)         | 27   |
| 日本 (Hot Albums)       | 25   |
| 日本 (Top Albums Sales) | 18   |

### 先行配信曲
| チャート (2022年)      | 最高位 |
| ---------------------- | ------ |
| 日本 (Japan Hot 100)   | 68     |
| 日本 (Streaming Songs) | 60     |

| チャート (2022年)                                                 | 最高位 |
| ----------------------------------------------------------------- | ------ |
| 日本 (Download Songs)                                             | 81     |
| 日本 (Japan Hot 100)                                              | 47     |
| 日本 (Streaming Songs)                                            | 27     |
| ニュージーランド (Recorded Music NZ)                              | 29     |
| - 韓国 (Circle Download Chart) - 韓国語バージョンでのチャートイン | 34     |

## 認定
| 国/地域                                             | 認定     | 認定/売上数 |
| --------------------------------------------------- | -------- | ----------- |
| 日本 (RIAJ)                                         | Platinum | 250,000^    |
| * 認定のみに基づく売上数 ^ 認定のみに基づく出荷枚数 |          |             |